# Nikola Đurić
Nikola Đurić (in serbo Никола Ђурић?; Osojane, 6 novembre 1989) è un calciatore serbo, difensore della Torpedo Draževac.

## Carriera

### Club
Il 29 luglio 2016 viene acquistato a titolo definitivo dalla squadra albanese del Flamurtari Valona.